# Olympische Jugend-Sommerspiele 2014/Teilnehmer (Mikronesien)
| Gelbes Symbol für Goldmedaillen mit stilisierten Olympischen Ringen | Graues Symbol für Silbermedaillen mit stilisierten Olympischen Ringen | Braundes Symbol für Bronzemedaillen mit stilisierten Olympischen Ringen |
| ------------------------------------------------------------------- | --------------------------------------------------------------------- | ----------------------------------------------------------------------- |
| —                                                                   | —                                                                     | —                                                                       |

Die Jugend-Olympiamannschaft aus Mikronesien für die II. Olympischen Jugend-Sommerspiele vom 16. bis 28. August 2014 in Nanjing (Volksrepublik China) bestand aus vier Athleten. Sie konnten keine Medaille gewinnen.

## Athleten nach Sportarten

### Gewichtheben
Jungen
- Marcellus Taman
Klasse bis 62 kg: 11. Platz

### Leichtathletik
Mädchen
- Mary Alexander
800 m: DNS (Finale)

### Schwimmen
| Mädchen - Prylain Manuel 50 m Freistil: 46. Platz (Vorrunde) | Jungen - Derek Dainard 50 m Freistil: 46. Platz (Vorrunde) |